# Distretto di Wang Sombun
Il distretto di Wang Sombun (in thailandese: วังสมบูรณ์) è un distretto (amphoe) della Thailandia, situato nella provincia di Sa Kaeo.